# 16123 Jessiecheng
16123 Jessiecheng este un asteroid din centura principală de asteroizi.

## Descriere
16123 Jessiecheng este un asteroid din centura principală de asteroizi. A fost descoperit pe 7 decembrie 1999 la Socorro, New Mexico, în cadrul proiectului LINEAR. Asteroidul prezintă o orbită caracterizată de o semiaxă mare de 2,38 ua, o excentricitate de 0,22 și o înclinație de 3,3° în raport cu ecliptica.